# Shuhei Sasahara
Shuhei Sasahara (japanisch 笹原 脩平 Sasahara Shuhei; * 22. November 1996 in Akune, Präfektur Kagoshima) ist ein japanischer Fußballspieler.

## Karriere
Shuhei Sasahara erlernte das Fußballspielen in den Mannschaften der Akune Wakimoto Soccer Sports Shonendan und Partida Kagoshima, in der Schulmannschaft der Yatsushiro Shugakukan High School, sowie in der Universitätsmannschaft des Tokai University Kumamoto Campus. Die Saison 2015 wurde er von der Universität an Sagan Tosu ausgeliehen. Der Verein aus Tosu spielte in der ersten japanischen Liga, der J1 League. Hier kam er jedoch nicht zum Einsatz. Seinen ersten Vertrag unterschrieb er im Januar 2018 bei Albirex Niigata (Singapur). Der Verein ist ein Ableger des japanischen Zweitligisten Albirex Niigata, der in der ersten singapurischen Liga, der Singapore Premier League, spielt. Für Albirex stand er 43-mal in der ersten Liga auf dem Spielfeld. Die Saison 2020 spielte er in der B-Mannschaft von Brunei DPMM FC.
Seit dem 1. Oktober 2020 ist Sasahara vertrags- und vereinslos.

## Erfolge
Albirex Niigata (Singapur)
- Singapore Premier League: 2018
- Singapore Cup: 2018